# Mistrzostwa Polski w Podnoszeniu Ciężarów Mężczyzn 2012
82. edycja mistrzostw Polski w podnoszeniu ciężarów mężczyzn odbyła się w dniach 25-27 maja 2012 roku w Zakliczynie. 
W punktacji Sinclaira najlepszym zawodnikiem mistrzostw został Marcin Dołęga 457,66 pkt. 

## Wyniki
| Kategoria wagowa: | Złoto:                              | Wynik         | Srebro:                              | Wynik         | Brąz:                             | Wynik         |
| do 56 kg          | Maciej Przepiórkiewicz Start Otwock | 224 (103+121) | Dominik Kozłowski GKS Kościerzyna    | 216 (100+116) | Marcin Kondziołka Unia Hrubieszów | 211 (97+114)  |
| do 62 kg          | Damian Wiśniewski Zawisza Bydgoszcz | 253 (110+143) | Kamil Leśnik Mazovia Ciechanów       | 253 (112+141) | Adam Sarzyński Unia Hrubieszów    | 241 (105+136) |
| do 69 kg          | Tomasz Rosoł Budowlani Opole        | 274 (122+152) | Damian Sikorski Mazovia Ciechanów    | 265 (120+145) | Rafał Makson Górnik Polkowice     | 256 (114+142) |
| do 77 kg          | Krzysztof Zwarycz Górnik Polkowice  | 328 (146+182) | Piotr Chruściewicz Górnik Polkowice  | 323 (143+180) | Damian Kuczyński Budowlani Opole  | 320 (145+175) |
| do 85 kg          | Krystian Sroka Tarpan Mrocza        | 341 (155+186) | Przemysław Koterba Śląsk Wrocław     | 332 (144+188) | Roman Kliś Budowlani Opole        | 331 (148+183) |
| do 94 kg          | Adrian Zieliński Tarpan Mrocza      | 395 (180+215) | Tomasz Zieliński Tarpan Mrocza       | 375 (170+205) | Łukasz Grela AZS Częstochowa      | 359 (168+191) |
| do 105 kg         | Bartłomiej Bonk Budowlani Opole     | 390 (175+215) | Arkadiusz Michalski Górnik Polkowice | 374 (164+210) | Robert Dołęga Orlęta Łuków        | 370 (165+205) |
| powyżej 105 kg    | Marcin Dołęga Zawisza Bydgoszcz     | 422 (196+226) | Adam Kraska Górnik Polkowice         | 381 (163+218) | Kornel Czekiel Budowlani Opole    | 380 (170+210) |